# 비만 가족
《비만 가족》(The Obese Family)은 한국에서 제작된 김정욱 감독의 2007년 드라마, 가족 영화이다. 한경희 등이 주연으로 출연하였고 김정욱 등이 제작에 참여하였다.

## 출연

### 주연
- 한경희
- 곽도원
- 엄보용
- 주시원

## 기타
- 조명: 이준식
- 조연출: 이태성
- 조연출: 김유나
- 음향: 장세용
- 믹싱: 김유나
- 미술: 김정욱